# Fuego (álbum de Menudo)
Fuego, lanzado previamente como Menudo, es el séptimo álbum de estudio de la boy band puertorriqueña Menudo, lanzado en 1981 por el sello discográfico Padosa. La formación del grupo en ese período incluía: los hermanos Oscar y Ricky Meléndez, René Farrait, Johnny Lozada y Xavier Serbiá, siendo este el segundo trabajo con esta formación, y el último con la participación de Oscar, quien alcanzó el límite de edad (15 años) y fue reemplazado por Miguel Cancel.

## Divulgación
Como parte de la promoción, el grupo hizo apariciones en programas de televisión, como Siempre en Domingo en México, con Raúl Velasco, además de su propio programa en Canal 52, en California. En Venezuela, recibieron el premio "Meridiano de Oro" por ser los cantantes más populares del Canal 81. Se realizó una gira que incluyó países como Estados Unidos (Washington, Los Ángeles), México, Colombia, Venezuela, Perú, Argentina y Uruguay.

## Sencillo
"Fuego" fue lanzada como sencillo y da título a la versión internacional del álbum. Con esta canción, el grupo alcanzó éxito en Venezuela y en otros países de América Latina. La canción fue grabada inicialmente en 1978, para el álbum Laura, pero fue con la versión del álbum de 1981 que obtuvo éxito. En México, el sencillo apareció dos veces en el primer lugar en la lista musical de la revista quincenal mexicana Notitas Musicales.

## Desempeño comercial
Comercialmente, el álbum fue un éxito, alcanzando las primeras posiciones en las listas musicales de los Estados Unidos y Argentina. En Venezuela, las ventas alcanzaron las 143.000 copias. Según un informe de 1981 de la revista Record World, cada álbum de Menudo lanzado en México hasta esa fecha (el otro fue Quiero ser, también de 1981), logró vender medio millón de copias entre LPs y Casete.
En 1998, el álbum fue lanzado en formato compact disc (CD). Según la revista Billboard, las ventas combinadas con las de los CDs de Quiero ser, Por amor y Una aventura llamada Menudo alcanzaron 10.000 unidades solo en la primera semana.

## Lista de canciones
| N.º | Título                 | Escritor(es)                   | Singer(s)                      | Duración |  |
| 1.  | «Fuego»                | Leyda E. Colón                 | Group                          |          |  |
| 2.  | «El Momento Del Adiós» | Socorro Centeno                | Johnny Lozada                  |          |  |
| 3.  | «Doña Tecla»           | Socorro Centeno                | Óscar Melendez, Ricky Meléndez |          |  |
| 4.  | «Madre»                | Juan Carlos Calderón           | René Farrait                   |          |  |
| 5.  | «Llegas Tú»            | Leyda E. Colón                 | Group                          |          |  |
| 6.  | «A Bailar»             | Joaquín Torres Méndez          | René Farrait                   |          |  |
| 7.  | «El Ayer»              | Socorro Centeno                | René Farrait                   |          |  |
| 8.  | «Isolé»                | Leyda E. Colón                 | Group                          |          |  |
| 9.  | «De Tu Vuelo»          | Alejandro Monroy, Edgardo Díaz | Group                          |          |  |
| 10. | «Sueños»               | Pedro José Herrero             | René Farrait                   |          |  |

## Posicionamiento en listas

### Semanales
| Lista musical (1983)                                    | Mejor posición |
| ------------------------------------------------------- | -------------- |
| Argentina (Record World / Prensario)                    | 6              |
| Estados Unidos (Top Latin Albums - Los Ángeles / (Pop)) | 7              |
| Estados Unidos (Top Latin Albums - Califórnia / (Pop))  | 23             |
| Estados Unidos (Record World - Costa Este)              | 39             |
| Estados Unidos (Record World - Costa Oeste)             | 26             |
| México (Record World / Ventas)                          | 1              |
| México (Record World / Popularidad)                     | 2              |

## Certificaciones y ventas
| Región    | Certificación | Ventas estimadas |
| --------- | ------------- | ---------------- |
| México    | Oro           | 500.000          |
| Venezuela | Oro           | 143.000          |